# بنجامین برتون
ژنرال بنجامین برتون (زاده ۱۰ مارس ۱۸۵۵ – درگذشته ۶ اوت ۱۹۲۱) یک افسر نیروی زمینی ارتش بریتانیا بود.

## حرفه نظامی
بنجامین برتون فرماندهی لشکر خودش را رها نمود و درست پیش از ارسال لشکر به فرانسه در ماه آوریل ۱۹۱۵ بازنشسته  شد. برتون به خاطر گرامی داشتن خدمات او در ارتباط با جنگ جهانی اول در تاریخ ۲۴ ژانویه ۱۹۱۷ تحت عنوان معاضدت با سفارش سنت مایکل و سنت جورج منتخب گردید.